# Dasyhelea forsteri
Dasyhelea forsteri är en tvåvingeart som beskrevs av Eileen D. Grogan och Wirth 1981. Dasyhelea forsteri ingår i släktet Dasyhelea och familjen svidknott. Inga underarter finns listade i Catalogue of Life.